# Mauricio Sabillón
Mauricio Sabillón (Quimistán, Honduras; 11 de noviembre de 1978) exfutbolista hondureño que jugaba de defensa.

## Trayectoria futbolística
Sabillón comenzó su carrera con el CD Marathón en 1999 y permaneció en el club durante más de diez años y fue visto como uno de los mejores jugadores del equipo. Mientras que con el Club Deportivo Marathon técnicamente, Sabillón jugó principalmente como lateral derecho.
Durante su década con el Club Deportivo Marathon disfrutó el mayor período de su historia ganando seis títulos nacionales durante ese tiempo.
Su juego con el Club Deportivo Marathón atrajo el interés de un equipo chino el Hangzhou Greentown al que llegó en 2010. 
En su única temporada con el Hangzhou Greentown Sabillón apareció en 24 partidos de liga ayudando al club a obtener un cuarto puesto y la clasificación para la Liga de Campeones de la AFC 2011.
Después de una temporada en China Sabillón volvió al Club Deportivo Marathón.
El 27 de enero de 2011 Sabillón confirmó que recibió una oferta de la Major League Soccer por parte del New York Red Bulls, pero mucho tuvo que ser acordado con el Club Deportivo Marathón ya que todavía le quedaba un año de contrato.

## Selección nacional
Sabillón debutó con la Selección de fútbol de Honduras en 2001. Ayudó a Honduras calificar para la Copa Mundial de Fútbol de 2010. 
Hubo especulaciones de que su traslado a Hangzhou Greentown podría poner en peligro su selección para el equipo de la Copa Mundial, sin embargo el entrenador Reinaldo Rueda permitió que jugara Sabillón en el plantel joven de 23. 
Hizo su debut en una Copa Mundial el 25 de junio de 2010 en un empate 0-0 con la Selección de fútbol de Suiza, jugando los 90 minutos.

### Participaciones en Copas del Mundo
| Mundial                        | Sede      | Resultado      |
| ------------------------------ | --------- | -------------- |
| Copa Mundial de Fútbol de 2010 | Sudáfrica | Fase de grupos |

### Participaciones en Copa Centroamericana
| Copa Centroamericana      | Sede   | Resultado |
| ------------------------- | ------ | --------- |
| Copa Centroamericana 2011 | Panamá | Campeón   |

## Clubes
| Club               | País     | Año         |
| ------------------ | -------- | ----------- |
| Marathón           | Honduras | 1999 - 2010 |
| Hangzhou Greentown | China    | 2010 - 2011 |
| Marathón           | Honduras | 2011 - 2016 |